# 广东省国防动员办公室
广东省国防动员办公室是中华人民共和国广东省人民政府管理广东省国防动员工作的直属机构。

## 内设机构
- 秘书人事处（与监察室、纪检组、机关党委办公室合署）
- 指挥通信处
- 工程处
- 法规宣传处
- 计财审计处

## 直属机构
- 广东省人防指挥信息保障中心
- 广东省一O一管理处